# Heteronyx squalidus
Heteronyx squalidus är en skalbaggsart som beskrevs av Blackburn 1908. Heteronyx squalidus ingår i släktet Heteronyx och familjen Melolonthidae. Inga underarter finns listade i Catalogue of Life.